# Гаррісбург (Північна Кароліна)
Гаррісбург (англ. Harrisburg) — місто (англ. town) в США, в окрузі Каберрус штату Північна Кароліна. Населення — 18 967 осіб (2020).

## Географія
Гаррісбург розташований за координатами 35°19′0″ пн. ш. 80°39′4″ зх. д. / 35.31667° пн. ш. 80.65111° зх. д. (35.316604, -80.650991).  За даними Бюро перепису населення США в 2010 році місто мало площу 23,44 км², уся площа — суходіл. В 2017 році площа становила 27,74 км², уся площа — суходіл.

## Демографія
Згідно з переписом 2010 року, у місті мешкало 11 526 осіб у 4003 домогосподарствах у складі 3174 родин. Густота населення становила 492 особи/км².  Було 4174 помешкання (178/км²).
Расовий склад населення:
| - 75,8 % — білих - 16,4 % — чорних або афроамериканців - 4,5 % — азіатів - 0,5 % — корінних американців |

До двох чи більше рас належало 2,0 %. Частка іспаномовних становила 3,7 % від усіх жителів.
За віковим діапазоном населення розподілялося таким чином: 30,4 % — особи молодші 18 років, 60,4 % — особи у віці 18—64 років, 9,2 % — особи у віці 65 років та старші. Медіана віку мешканця становила 37,3 року. На 100 осіб жіночої статі у місті припадало 95,9 чоловіків;  на 100 жінок у віці від 18 років та старших — 90,4 чоловіків також старших 18 років.
Середній дохід на одне домашнє господарство  становив 90 104 долари США (медіана — 82 628), а середній дохід на одну сім'ю — 97 081 долар (медіана — 85 930). Медіана доходів становила 66 033 долари для чоловіків та 50 084 долари для жінок. За межею бідності перебувало 7,7 % осіб, у тому числі 11,5 % дітей у віці до 18 років та 2,2 % осіб у віці 65 років та старших.
Цивільне працевлаштоване населення становило 6471 особа. Основні галузі зайнятості: освіта, охорона здоров'я та соціальна допомога — 22,1 %, фінанси, страхування та нерухомість — 16,2 %, роздрібна торгівля — 12,3 %, науковці, спеціалісти, менеджери — 9,6 %.